# NGC 6192
NGC 6192 est un amas ouvert situé dans la constellation du Scorpion. Il a été découvert par l'astronome écossais James Dunlop en 1826.
Selon la classification des amas ouverts de Robert Trumpler, cet amas renferme moins de 50 étoiles (lettre p) dont la concentration est forte (I) et dont les magnitudes se répartissent sur un intervalle moyen (le chiffre 2). Toutefois, selon le catalogue Lynga, l'amas renferme plus de 100 étoiles (r). Cependant, Lynga indique que l'amas renferme 60 membres. Cette contradiction entre la classification et le nombre de membres n'est pas rare dans le catalogue Lynga.

## Observation
Avec une magnitude visuelle de 8,5, on peut observer l'amas avec des jumelles dont l'ouverture est de 60 à 70 mm.

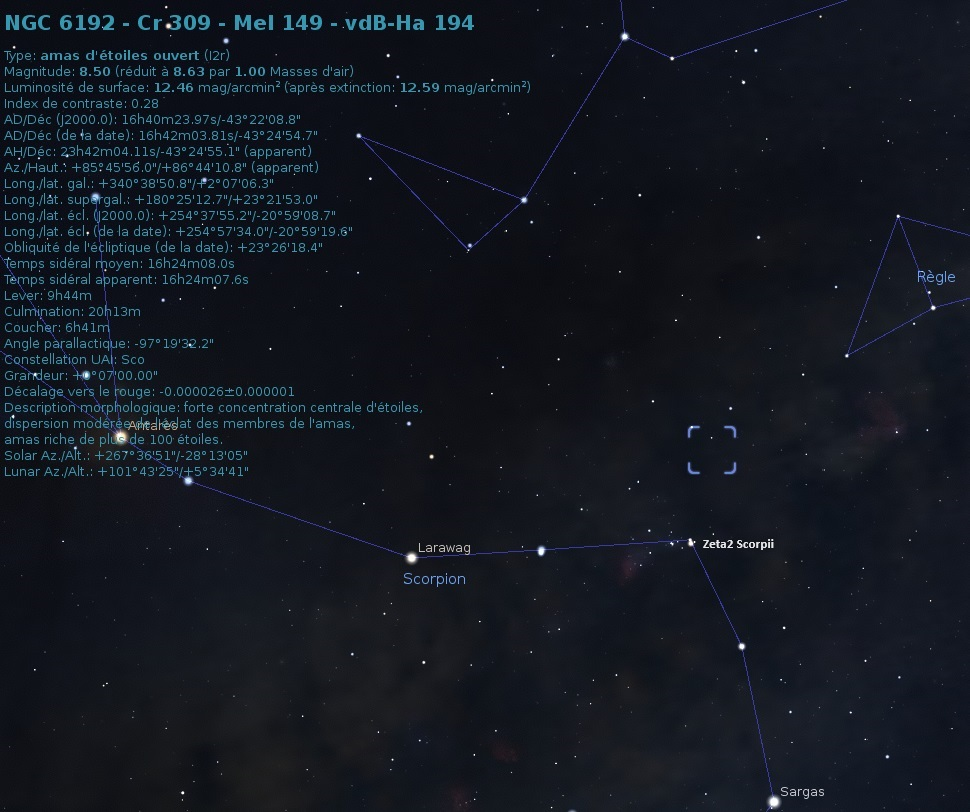
Localisation de NGC 6192 dans la constellation du Scorpion. (Stellarium)

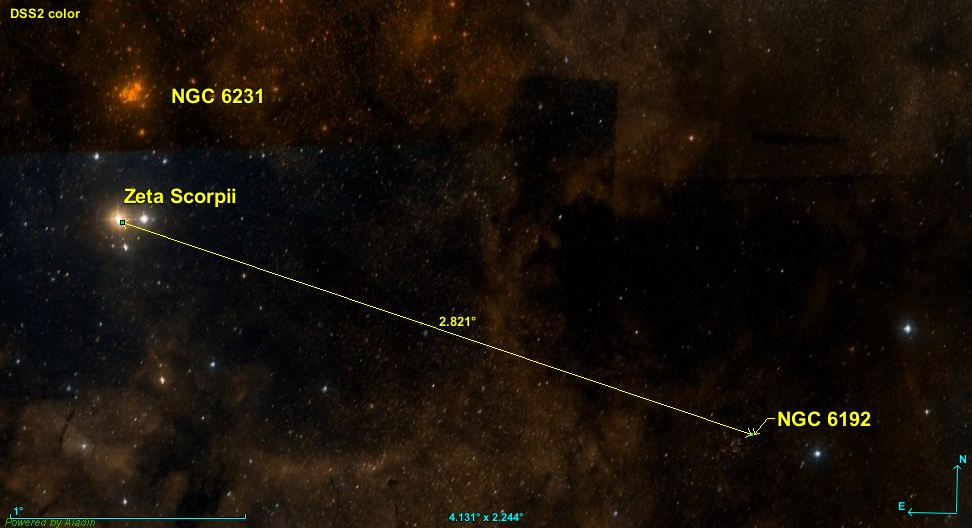
Position de NGC 6192 par rapport une étoile.

NGC 6192 est situé à environ 2,8 degré au nord-est de l'étoile Zeta Scorpii.

## Caractéristiques
Certaines caractéristiques apparaissent sur la base de données Simbad, mais une publication très récente (2023) basée sur les mesures de la parallaxe par le satellite Gaia a permis une mise à jour importante des données. Les données du « GAIA EARLY DATA RELEASE 3 (GAIA EDR3) » ont également permis aux auteurs (Almeida, Monteiro et Dias) de cette publication d'estimer la masse de 773 amas ouverts, dont celle de NGC 6192 qui est de 1840 ± 368 {\displaystyle M_{\odot }}.

### Distance, taille et vitesse
Selon Almeida et ses collègues, cet amas est à 1 553 ± 30 pc du système solaire.
La parallaxe moyenne des étoiles de l'amas a été obtenue des mesures effectuées par le satellite Gaia. Quatre valeurs différentes publiées dans de récents articles (2018 à 2021) sont indiquées sur la base de données Simbad : 0,587 ± 0,036 mas, 0,572 ± 0,065 mas, 0,571 ± 0,058 mas, et 0,571 ± 0,003 mas. La valeur moyenne de la parallaxe est égale à 0,575 3 ± 0,007 8 mas, ce qui correspond à une distance de 1 738 ± 24 pc. Cette distance est compatible quoique supérieure à celle proposée par Almeida et ses collègues.
Selon les sources, la taille apparente de l'amas 7,5′ ou 9,0′, (8,25 ± 0,75') ce qui, compte tenu de la distance de 1 553 ± 30 pc et grâce à un calcul simple, équivaut à une taille réelle de 12,2 ± 1,3 al.
Six vitesses semblables sont aussi indiquées sur la base de données Simbad: −7,71 ± 0,19 km/s, −8,1 ± 0,7 km/s, −7,70 ± 0,38 km/s, −7,786 ± 0,601 km/s, −7,81 ± 0,25 km/s et −7,7 ± 0,4 km/s. La vitesse moyenne de cet échantillon est de −7,80 ± 0,15 km/s.

### Métallicité
Simbad rapporte sept valeurs de la métallicité comprise entre -0,08 et 0,225. Selon Almeida et ses collègues, la métallicité de l'amas est égale à 0,140 ± 0,050. Selon cette valeur, le pourcentage d'éléments lourds (plus lourd que l'hydrogène et l'hélium) de cet amas serait compris entre 123% et 155% (100,140 ± 0,050) de celui du Soleil.

### Âge
Webda et Lynga indiquent un âge de 135 millions d'années (log10=8,130),. L'âge proposé par Almeida se situe entre 28 et 128 millions d'années.
Selon un article publié en 2022, son âge est du même ordre de grandeur et très semblable.
Deux valeurs venant de deux articles plus anciens (2020) sont présentées, soit 219+90
−64 Ma (108,34 ± 0,15) et 240 Ma (108,38)mais la valeur retenue dans cet article est de 148+34
−27 Ma (108,17 ± 0,09).

## Étoiles
Selon un article publié en 2022, il existe 400 étoiles dont la probabilité d'appartenir à l'amas est supérieure à 90% et la masse de l'amas est de 633 ± 46 {\displaystyle M_{\odot }}.
On peut obtenir les données de certaines des étoiles situées dans le champ de vision de cet amas sur Simbad en utilisant la requête NGC 6192 Num, où Num est un nombre de 1 à 108. Le tableau ci-dessous indique les propriétés de ces étoiles. Les distances et les mouvements propres de 63 étoiles sont semblables et elles font probablement partie de l'amas. Les distances de trois autres étoiles sont semblables aux distances des 63 autres, mais leur mouvement propre est quelque peu différent. Vingt cinq étoiles dans le environs de l'amas n'appartiennent définitivement pas à celui-ci, leur distance étant trop petite ou trop grande. Il n'y a aucune donnée, sauf les coordonnées et la magnitude, pour cinq des étoiles. Dix étoiles NGC 6192 Num sont absentes de Simbad.
La distance moyenne des 63 étoiles appartenant sans doute à l'amas est de 1 689 ± 62 pc (∼5 510 al). Leurs mouvements propres moyen en ascension droite et en déclinaison sont respectivement égaux à 1,569 ± 0,189 mas et −0,214 ± 0,131 mas.
| Num # | Nom                  | α                | δ                 | type  | P (mas)         | d (pc)     | μα* (mas/an) | μδ* (mas/an) | mV     | Rem      |
| ----- | -------------------- | ---------------- | ----------------- | ----- | --------------- | ---------- | ------------ | ------------ | ------ | -------- |
| #1    | HD 149876            | 16h 39m 18.0573s | -43° 18′ 05.0480″ | F2V   | 5,3355 ± 0,0133 | 187 ± 0    | -5,888       | -25,949      | 9,69   | Nm       |
| #57   | NGC 6192 57          | 16h 40m 15.4820s | -43° 19′ 09.2077″ |       | 5,2201 ± 0,1328 | 192 ± 5    | -13,253      | -26,434      | 13,128 | Nm       |
| #94   | NGC 6192 94          | 16h 40m 24.5995s | -43° 24′ 48.5782″ |       | 4,7332 ± 0,0512 | 211 ± 2    | -0,533       | -24,000      | 11,48  | Nm       |
| #100  | NGC 6192 100         | 16h 40m 48.7559s | -43° 27′ 35.7485″ |       | 2,2925 ± 0,0132 | 436 ± 3    | -10,877      | -37,166      | 12,954 | Nm       |
| #51   | NGC 6192 51          | 16h 40m 14.4641s | -43° 20′ 56.1001″ |       | 1,6268 ± 0,0166 | 615 ± 6    | 10,624       | -1,745       | 13,84  | Nm       |
| #56   | NGC 6192 56          | 16h 40m 12.2307s | -43° 18′ 50.0259″ |       | 1,379 ± 0,0132  | 725 ± 7    | -1,523       | 3,668        | 13,061 | Nm       |
| #105  | NGC 6192 105         | 16h 39m 52.0065s | -43° 25′ 14.9689″ |       | 1,2871 ± 0,0381 | 777 ± 23   | -3,471       | -4,292       | 14,032 | Nm       |
| #95   | NGC 6192 95          | 16h 40m 25.3929s | -43° 25′ 29.9450″ |       | 1,2702 ± 0,038  | 787 ± 24   | -2,905       | -9,654       | 13,499 | Nm       |
| #104  | NGC 6192 104         | 16h 39m 45.7007s | -43° 26′ 59.3877″ |       | 1,161 ± 0,0196  | 861 ± 15   | -2,507       | -14,693      | 12,288 | Nm       |
| #77   | NGC 6192 77          | 16h 40m 54.2568s | -43° 17′ 41.0139″ |       | 1,1256 ± 0,0414 | 888 ± 33   | -5,520       | -6,358       | 13,833 | Nm       |
| #26   | NGC 6192 26          | 16h 40m 45.6277s | -43° 24′ 07.7351″ | K1III | 1,1011 ± 0,0165 | 908 ± 14   | -10,320      | -18,110      | 11,588 | Nm       |
| #83   | NGC 6192 83          | 16h 40m 18.6713s | -43° 15′ 28.7979″ |       | 1,0708 ± 0,0202 | 934 ± 18   | -8,802       | -8,318       | 11,907 | Nm       |
| #27   | NGC 6192 27          | 16h 40m 43.2090s | -43° 24′ 28.3509″ |       | 0,9969 ± 0,0155 | 1003 ± 16  | 0,896        | -0,818       | 13,621 | Nm       |
| #2    | NGC 6192 2           | 16h 39m 46.4539s | -43° 19′ 56.0221″ |       | 0,9907 ± 0,0187 | 1009 ± 19  | -25,818      | -12,762      | 11,90  | Nm       |
| #90   | NGC 6192 90          | 16h 40m 04.4261s | -43° 23′ 24.3560″ |       | 0,9684 ± 0,0188 | 1033 ± 20  | -12,814      | -13,971      | 12,229 | Nm       |
| #101  | NGC 6192 101         | 16h 40m 35.6843s | -43° 27′ 22.3018″ |       | 0,9633 ± 0,0133 | 1038 ± 14  | -12,660      | 12,214       | 11,36  | Nm       |
| #7    | NGC 6192 7           | 16h 40m 11.4416s | -43° 23′ 10.5095″ |       | 0,8283 ± 0,0143 | 1207 ± 21  | 0,081        | -0,756       | 12,21  | Nm       |
| #89   | NGC 6192 89          | 16h 39m 59.2184s | -43° 23′ 31.8565″ |       | 0,7708 ± 0,0205 | 1297 ± 35  | -1,752       | -2,665       | 13,974 | Nm       |
| #17   | NGC 6192 17          | 16h 40m 37.3476s | -43° 18′ 42.2660″ |       | 0,7468 ± 0,0168 | 1339 ± 30  | -0,039       | -2,451       | 10,54  | Nm       |
| #15   | NGC 6192 15          | 16h 40m 25.4483s | -43° 19′ 19.0769″ |       | 0,675 ± 0,0141  | 1481 ± 31  | -2,802       | -0,318       | 13,49  | Nm       |
| #62   | NGC 6192 62          | 16h 40m 25.8805s | -43° 21′ 34.5597″ |       | 0,6432 ± 0,014  | 1555 ± 34  | 1,514        | -0,329       | 11,207 |          |
| #43   | NGC 6192 43          | 16h 40m 17.6687s | -43° 21′ 25.4800″ |       | 0,6314 ± 0,0175 | 1584 ± 44  | 1,538        | -0,278       | 13,37  |          |
| #30   | HD 325831            | 16h 40m 32.4272s | -43° 22′ 44.7068″ |       | 0,6241 ± 0,0172 | 1602 ± 44  | 1,266        | -0,248       | 11,626 |          |
| #11   | NGC 6192 11          | 16h 40m 24.6952s | -43° 22′ 13.4437″ |       | 0,6236 ± 0,0154 | 1604 ± 40  | 1,336        | -0,249       | 12,848 |          |
| #41   | Cl* NGC 6192 MMU 96  | 16h 40m 16.4600s | -43° 22′ 37.6100″ | G2III | 0,6233 ± 0,0143 | 1604 ± 37  | 1,467        | -0,315       | 11,306 | Bin spec |
| #3    | NGC 6192 3           | 16h 39m 59.1623s | -43° 22′ 14.8532″ |       | 0,6226 ± 0,0151 | 1606 ± 39  | 1,642        | -0,280       | 13,06  |          |
| #44   | NGC 6192 44          | 16h 40m 15.7028s | -43° 21′ 14.7586″ |       | 0,6207 ± 0,0147 | 1611 ± 38  | 1,700        | -0,164       | 13,33  |          |
| #8    | NGC 6192 8           | 16h 40m 14.0524s | -43° 24′ 37.0181″ |       | 0,618 ± 0,0125  | 1618 ± 33  | 1,518        | -0,271       | 12,52  |          |
| #31   | NGC 6192 31          | 16h 40m 36.1568s | -43° 22′ 14.0794″ |       | 0,6174 ± 0,0151 | 1620 ± 40  | 1,619        | -0,067       | 13,06  |          |
| #67   | NGC 6192 67          | 16h 40m 18.9046s | -43° 20′ 29.0688″ |       | 0,6155 ± 0,0131 | 1625 ± 35  | 1,452        | -0,060       | 12,46  | Bin/spec |
| #38   | NGC 6192 38          | 16h 40m 20.4373s | -43° 22′ 40.5382″ |       | 0,6112 ± 0,0179 | 1636 ± 48  | 1,674        | -0,280       | 11,09  |          |
| #9    | NGC 6192 9           | 16h 40m 18.4237s | -43° 23′ 14.3767″ |       | 0,6108 ± 0,0147 | 1637 ± 39  | 1,552        | -0,175       | 12,67  |          |
| #36   | NGC 6192 36          | 16h 40m 21.0276s | -43° 23′ 06.2708″ |       | 0,6097 ± 0,0141 | 1640 ± 38  | 1,266        | -0,146       | 12,38  |          |
| #65   | NGC 6192 65          | 16h 40m 24.6320s | -43° 21′ 01.7695″ |       | 0,6097 ± 0,0137 | 1640 ± 37  | 1,541        | -0,290       | 12,51  |          |
| #87   | NGC 6192 87          | 16h 39m 40.4045s | -43° 20′ 49.3918″ |       | 0,6097 ± 0,0147 | 1640 ± 40  | 2,085        | 0,012        | 12,967 |          |
| #35   | NGC 6192 35          | 16h 40m 24.1623s | -43° 22′ 47.2141″ |       | 0,6083 ± 0,0175 | 1644 ± 47  | 1,743        | -0,123       | 13,70  |          |
| #39   | NGC 6192 39          | 16h 40m 22.3187s | -43° 22′ 29.2893″ |       | 0,6082 ± 0,0195 | 1644 ± 53  | 0,873        | -0,311       | 10,57  |          |
| #18   | NGC 6192 18          | 16h 40m 37.6250s | -43° 20′ 42.3412″ |       | 0,6067 ± 0,0144 | 1648 ± 39  | 1,372        | -0,193       | 13,01  |          |
| #19   | NGC 6192 19          | 16h 40m 32.0049s | -43° 21′ 13.4021″ |       | 0,6063 ± 0,0127 | 1649 ± 35  | 1,606        | -0,190       | 12,76  |          |
| #34   | NGC 6192 34          | 16h 40m 25.1132s | -43° 22′ 39.9036″ |       | 0,605 ± 0,013   | 1653 ± 36  | 1,605        | -0,220       | 12,28  |          |
| #42   | NGC 6192 42          | 16h 40m 18.1235s | -43° 31′ 31.1356″ |       | 0,605 ± 0,0147  | 1653 ± 40  | 1,167        | -0,346       | 12,69  |          |
| #12   | HD 325832            | 16h 40m 27.6145s | -43° 21′ 47.7315″ | A0    | 0,6046 ± 0,0184 | 1654 ± 50  | 1,648        | -0,219       | 11,26  |          |
| #91   | Cl* NGC 6192 MMU 137 | 16h 40m 11.4166s | -43° 24′ 00.7835″ |       | 0,6038 ± 0,0139 | 1656 ± 38  | 1,472        | -0,311       | 12,981 | Dbl/Mul  |
| #64   | NGC 6192 64          | 16h 40m 27.4914s | -43° 21′ 18.3604″ |       | 0,6032 ± 0,0166 | 1658 ± 46  | 1,630        | -0,307       | 13,95  |          |
| #21   | CD-43 10991          | 16h 40m 40.8093s | -43° 22′ 59.4287″ |       | 0,6023 ± 0,0123 | 1660 ± 34  | 1,617        | -0,407       | 11,40  |          |
| #68   | NGC 6192 68          | 16h 40m 30.0858s | -43° 20′ 28.3573″ |       | 0,6007 ± 0,0158 | 1665 ± 44  | 1,728        | -0,244       | 13,80  |          |
| #37   | NGC 6192 37          | 16h 40m 21.1723s | -43° 23′ 35.7083″ |       | 0,5998 ± 0,0123 | 1667 ± 34  | 1,344        | -0,289       | 12,55  |          |
| #13   | NGC 6192 13          | 16h 40m 15.6103s | -43° 21′ 53.4560″ |       | 0,5984 ± 0,0132 | 1671 ± 37  | 1,620        | -0,271       | 12,87  |          |
| #49   | NGC 6192 49          | 16h 40m 16.2958s | -43° 20′ 05.3963″ |       | 0,597 ± 0,0144  | 1675 ± 40  | 1,662        | 0,398        | 12,93  | M?       |
| #14   | CD-43 10987          | 16h 40m 24.2112s | -43° 20′ 07.8924″ |       | 0,5961 ± 0,0181 | 1678 ± 51  | 1,657        | -0,170       | 11,743 |          |
| #45   | NGC 6192 45          | 16h 40m 18.7469s | -43° 24′ 57.9479″ |       | 0,5952 ± 0,0183 | 1680 ± 52  | 1,648        | -0,251       | 14,222 |          |
| #69   | HD 325830            | 16h 40m 35.6879s | -43° 19′ 58.7508″ |       | 0,5934 ± 0,0153 | 1685 ± 43  | 1,410        | -0,183       | 13,31  |          |
| #58   | NGC 6192 58          | 16h 40m 18.1643s | -43° 18′ 32.1008″ |       | 0,5923 ± 0,0142 | 1688 ± 40  | 1,384        | 0,040        | 13,009 |          |
| #46   | NGC 6192 46          | 16h 40m 17.3757s | -43° 20′ 42.5171″ |       | 0,5909 ± 0,0138 | 1692 ± 40  | 1,373        | -0,282       | 12,50  |          |
| #92   | NGC 6192 92          | 16h 40m 11.9156s | -43° 24′ 07.7032″ |       | 0,5897 ± 0,0312 | 1696 ± 90  | 1,524        | -0,427       | 13,313 |          |
| #59   | NGC 6192 59          | 16h 40m 22.2531s | -43° 21′ 11.9753″ |       | 0,5879 ± 0,018  | 1701 ± 52  | 1,849        | -0,403       | 11,59  |          |
| #6    | NGC 6192 6           | 16h 40m 06.0022s | -43° 22′ 35.2921″ |       | 0,5878 ± 0,015  | 1701 ± 43  | 1,713        | -0,005       | 13,34  |          |
| #40   | NGC 6192 40          | 16h 40m 16.9987s | -43° 22′ 57.6759″ |       | 0,5875 ± 0,0187 | 1702 ± 54  | 1,655        | -0,179       | 13,87  |          |
| #22   | NGC 6192 22          | 16h 40m 35.7041s | -43° 23′ 42.9632″ |       | 0,5867 ± 0,0162 | 1704 ± 47  | 1,685        | -0,202       | 12,14  |          |
| #25   | HD 325951            | 16h 40m 46.2439s | -43° 24′ 52.8724″ | A     | 0,5866 ± 0,013  | 1705 ± 38  | 1,547        | -0,274       | 12,479 |          |
| #96   | NGC 6192 96          | 16h 40m 18.3908s | -43° 25′ 46.5444″ |       | 0,5866 ± 0,0181 | 1705 ± 53  | 1,662        | -0,171       | 14,063 |          |
| #99   | NGC 6192 99          | 16h 40m 40.4106s | -43° 26′ 34.0299″ |       | 0,5865 ± 0,0167 | 1705 ± 49  | 2,091        | -2,751       | 13,908 | M?       |
| #76   | NGC 6192 76          | 16h 40m 58.1695s | -43° 18′ 37.9130″ |       | 0,5855 ± 0,0155 | 1708 ± 45  | 1,678        | -0,387       | 11,54  |          |
| #4    | NGC 6192 4           | 16h 39m 54.9677s | -43° 24′ 15.4334″ |       | 0,5848 ± 0,0144 | 1710 ± 42  | 1,415        | -0,103       | 13,01  |          |
| #70   | NGC 6192 70          | 16h 40m 35.0443s | -43° 19′ 23.7081″ |       | 0,5819 ± 0,0125 | 1719 ± 37  | 1,656        | -0,259       | 12,438 |          |
| #32   | NGC 6192 32          | 16h 40m 35.0649s | -43° 22′ 15.3596″ |       | 0,5818 ± 0,0127 | 1719 ± 38  | 1,473        | -0,044       | 12,28  |          |
| #98   | NGC 6192 98          | 16h 40m 30.9285s | -43° 27′ 08.8070″ |       | 0,5811 ± 0,0172 | 1721 ± 51  | 1,601        | -0,214       | 13,890 |          |
| #29   | NGC 6192 29          | 16h 40m 31.3811s | -43° 24′ 01.5001″ |       | 0,581 ± 0,0154  | 1721 ± 46  | 1,768        | -0,083       | 13,734 |          |
| #16   | NGC 6192 16          | 16h 40m 32.7970s | -43° 19′ 20.8147″ |       | 0,5791 ± 0,0182 | 1727 ± 54  | 1,600        | -0,241       | 13,75  |          |
| #50   | NGC 6192 50          | 16h 40m 16.3454s | -43° 20′ 35.8099″ |       | 0,579 ± 0,0143  | 1727 ± 43  | 1,670        | -0,248       | 13,28  |          |
| #106  | NGC 6192 106         | 16h 39m 47.3161s | -43° 25′ 07.3361″ |       | 0,5789 ± 0,0157 | 1727 ± 47  | 1,553        | -0,200       | 13,738 |          |
| #28   | NGC 6192 28          | 16h 40m 38.1050s | -43° 23′ 20.8454″ |       | 0,5785 ± 0,0147 | 1729 ± 44  | 1,465        | -0,048       | 12,013 |          |
| #33   | NGC 6192 33          | 16h 40m 32.3753s | -43° 22′ 14.0036″ |       | 0,5785 ± 0,0127 | 1729 ± 38  | 1,593        | -0,413       | 12,88  |          |
| #80   | NGC 6192 80          | 16h 40m 39.6556s | -43° 16′ 31.0539″ |       | 0,5771 ± 0,013  | 1733 ± 39  | 1,323        | -0,300       | 12,858 |          |
| #85   | NGC 6192 85          | 16h 39m 55.6410s | -43° 17′ 30.3678″ |       | 0,5767 ± 0,0236 | 1734 ± 71  | 0,729        | -4,171       | 13,734 | Nm?      |
| #60   | NGC 6192 60          | 16h 40m 22.6324s | -43° 21′ 22.4553″ |       | 0,5737 ± 0,0136 | 1743 ± 41  | 1,619        | -0,219       | 12,86  |          |
| #20   | NGC 6192 20          | 16h 40m 36.9470s | -43° 22′ 57.1120″ |       | 0,5688 ± 0,0147 | 1758 ± 45  | 1,990        | -0,306       | 13,47  |          |
| #79   | NGC 6192 79          | 16h 40m 44.8585s | -43° 15′ 25.2646″ |       | 0,5678 ± 0,014  | 1761 ± 43  | 1,692        | 0,134        | 13,47  | M?       |
| #86   | NGC 6192 86          | 16h 39m 41.5514s | -43° 20′ 02.2572″ |       | 0,5672 ± 0,0145 | 1763 ± 45  | 1,501        | -0,205       | 13,114 |          |
| #88   | NGC 6192 88          | 16h 39m 51.1306s | -43° 22′ 27.4533″ |       | 0,5656 ± 0,0148 | 1768 ± 46  | 1,438        | -0,189       | 13,097 |          |
| #75   | NGC 6192 75          | 16h 40m 58.0629s | -43° 20′ 41.0863″ |       | 0,565 ± 0,0142  | 1770 ± 44  | 1,661        | -0,261       | 13,135 |          |
| #66   | NGC 6192 66          | 16h 40m 23.6128s | -43° 50′ 54.8974″ |       | 0,5635 ± 0,0149 | 1775 ± 47  | 1,676        | -0,132       | 12,83  |          |
| #61   | NGC 6192 61          | 16h 40m 20.7939s | -43° 21′ 41.3372″ |       | 0,5634 ± 0,0166 | 1775 ± 52  | 1,930        | -0,081       | 14,02  |          |
| #5    | NGC 6192 5           | 16h 40m 05.1465s | -43° 22′ 10.1608″ |       | 0,5583 ± 0,0151 | 1791 ± 48  | 1,676        | -0,282       | 13,13  |          |
| #54   | NGC 6192 54          | 16h 40m 02.4398s | -43° 19′ 32.0947″ |       | 0,5498 ± 0,0157 | 1819 ± 52  | 1,470        | -0,259       | 13,188 |          |
| #55   | NGC 6192 55          | 16h 40m 02.7543s | -43° 19′ 03.9945″ |       | 0,5449 ± 0,0167 | 1835 ± 56  | 1,574        | -0,270       | 13,981 |          |
| #48   | NGC 6192 48          | 16h 40m 18.6205s | -43° 21′ 01.5673″ |       | 0,5403 ± 0,016  | 1851 ± 55  | 1,744        | -0,341       | 13,47  |          |
| #52   | NGC 6192 52          | 16h 40m 12.2596s | -43° 21′ 19.7851″ |       | 0,5137 ± 0,0174 | 1947 ± 66  | 1,643        | -0,238       | 13,77  | Nm       |
| #63   | NGC 6192 63          | 16h 40m 25.0406s | -43° 21′ 21.3317″ |       | 0,5117 ± 0,0219 | 1954 ± 84  | 1,509        | -0,129       | 12,62  | Nm       |
| #103  | HD 325843            | 16h 40m 00.6963s | -43° 26′ 32.2354″ |       | 0,5117 ± 0,036  | 1954 ± 137 | -1,693       | -25,810      | 11,63  | Nm       |
| #107  | NGC 6192 107         | 16h 39m 52.4944s | -43° 23′ 42.3582″ |       | 0,4917 ± 0,0164 | 2034 ± 68  | -0,202       | 0,889        | 13,493 | Nm       |
| #108  | NGC 6192 108         | 16h 39m 52.0065s | -43° 18′ 05.0480″ |       | 0,4315 ± 0,0168 | 2317 ± 90  | 1,555        | -0,098       | 13,854 | Nm       |
| #53   | NGC 6192 53          | 16h 39m 58.9s    | -43° 20′ 51″      |       | ?               | ?          | ?            | ?            | 13,271 | M?       |
| #72   | NGC 6192 72          | 16h 39m 49.2s    | -43° 20′ 10″      |       | ?               | ?          | ?            | ?            | 12,610 | M?       |
| #78   | NGC 6192 78          | 16h 40m 53.5s    | -43° 16′ 52″      |       | ?               | ?          | ?            | ?            | 13,513 | M?       |
| #82   | NGC 6192 82          | 16h 40m 21.09s   | -43° 15′ 29,5″    |       | ?               | ?          | ?            | ?            | 13,567 | M?       |
| #97   | NGC 6192 97          | 16h 40m 16.8s    | -43° 25′ 53″      |       | ?               | ?          | ?            | ?            | 13,422 | M?       |

- Nm = Non membre
- Bin spec = binaire spectroscopique
- Dbl/Mul = Double ou multiple
- M? = Peut-être membre ou pas

Simbad montre aussi un bouton nommé Children. En cliquant sur ce bouton, on atteint une section de cette base de données qui renferme un tableau contenant 547 entrées pour NGC 6192. Cependant, des étoiles (les Children) peuvent apparaître plusieurs fois dans la deuxième colonne du tableau, d'où le nombre de liens bibliographiques qui est supérieure au nombre d'étoiles. La quatrième colonne de ce tableau indique la probabilité que l'étoile appartienne à l'amas. En cliquant sur le titre de cette colonne, on peut classer la probabilité par ordre croissant ou décroissant. En cliquant sur la désignation de l'étoile, on atteint la page de Simbad qui résume ses propriétés.